# Schnauzer miniatura
El schnauzer miniatura (en alemán: Zwergschnauzer) es una raza de perro originaria de Alemania, la más pequeña las tres variedades de la raza schnauzer, siendo las otras dos el schnauzer gigante (tamaño grande) y el schnauzer estándar (tamaño mediano).
Se cree que el schnauzer miniatura fue desarrollado a partir de los ejemplares más pequeños del schnauzer estándar, o cruces entre el estándar y una o más razas más pequeñas como el affenpinscher, el pinscher miniatura y el caniche, ya que los granjeros criaron un perro pequeño que era un perro ratonero eficiente.
Es la variedad de schnauzer más popular como animal de compañía, y sigue siendo una de las más populares en todo el mundo, principalmente por su temperamento y su tamaño relativamente pequeño. A partir de 2022, el schnauzer miniatura es la 17°. raza más popular en los Estados Unidos.

## Historia
El schnauzer se originó a finales de los años 1880 en granjas alemanas para combatir a los roedores, como compañía de yeguas y caballos, así como para ser una alerta e inteligente compañía de las familias. El pelaje tanto de las barbas como de las patas tiene una función desde sus orígenes ya que les sirve como camuflaje para despistar a los roedores que muerden el pelaje asumiendo que es la piel del animal. Por lo que se cree que sus barbas eran un tipo de escudo al momento de cazar ratones, ya que ésta los protegía de rasguños y mordidas por parte de los roedores. El corte de orejas y de cola igualmente compartió este mismo propósito, ya que las ratas fácilmente podían morder al schnauzer en estas extremidades.

## Apariencia

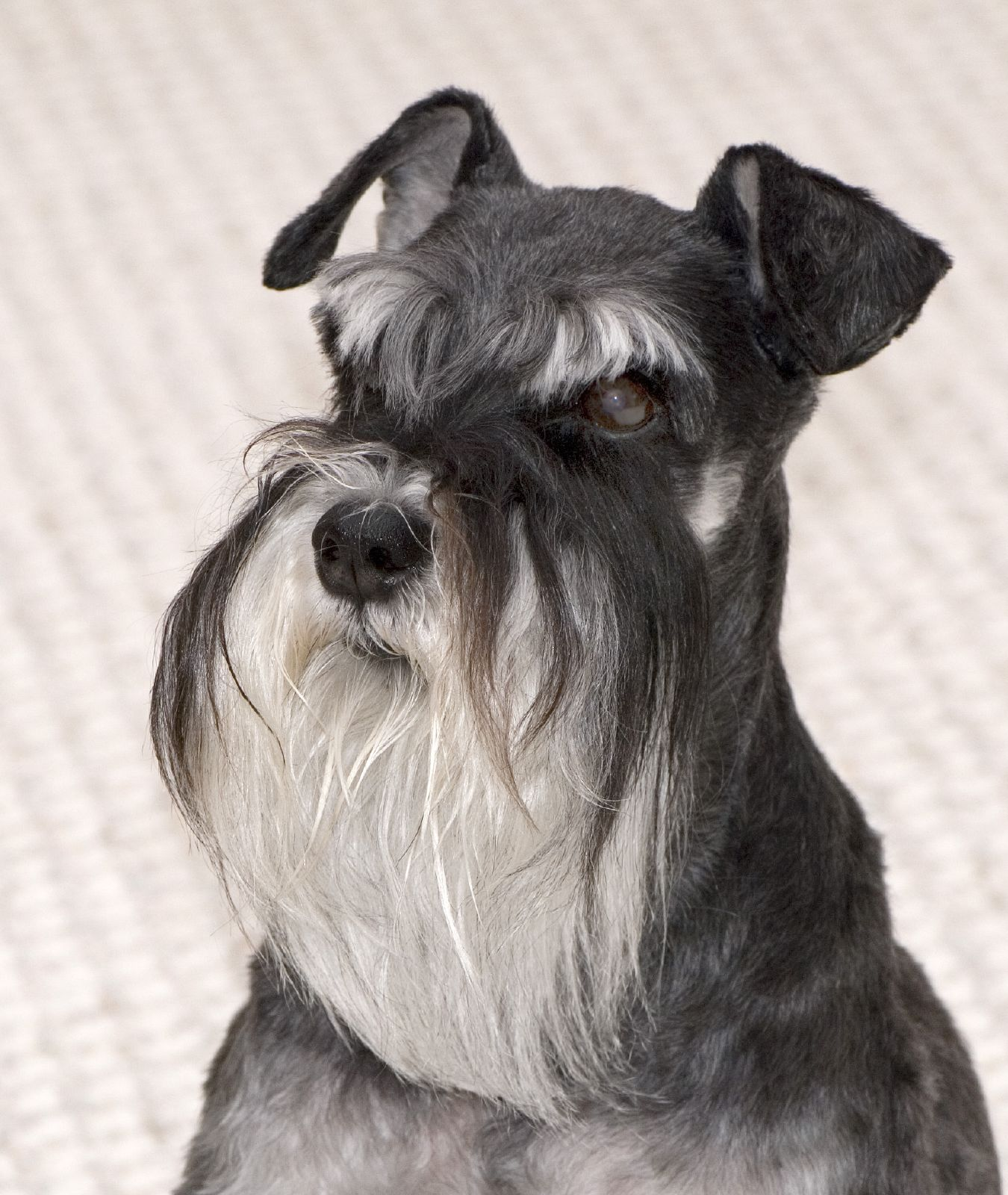
Ejemplar adulto con orejas naturales; la barba y las cejas tupidas son características de la raza.

Son compactos y musculosos, presentan una complexión recta (su anchura y longitud miden casi lo mismo). Tienen barba larga, cejas pobladas y pelo largo en las patas. En algunos países todavía se les cortan las orejas (otectomía) y la cola (caudectomía) , pero en la gran mayoría de los países europeos se ha prohibido el corte, pues se considera una mutilación, ya que los canes utilizan el movimiento de estas partes para expresar estados de ánimo y otras complicadas interacciones dentro de la manada. 
Su tamaño a la cruz puede variar entre los 30-35 cm y el peso de 5-9 kg para el macho y de 5-8 kg para la hembra.
Sus características son similares a las de su "pariente" gigante. Su tamaño más pequeño, le confiere mayor apariencia de compacto y solidez. La cabeza es bastante larga, el tronco muy recogido, las extremidades son fuertes y potentes, tiene un aspecto general de gran vitalidad que denota inteligencia y atención. El pelo duro, que puede definirse como de "alambre", necesita de un adecuado stripping que consiste en arrancarlo a mano (en las épocas del año en que el pelo "está muerto") con la ayuda de un cuchillo especial. El esquilado efectuado con máquina, no sólo no está permitido en lo concerniente a las exposiciones, sino que provoca una degradación del pelo que con el pasar del tiempo pierde su dureza y aspereza.
Su pelaje debe ser atendido cada mes, puesto que no lo mudan. Existe la técnica del stripping que es la que se usa cuando el perro participa en exposiciones caninas o cuando se desea que el perro mantenga la consistencia y textura dura del pelo típico de la raza. El American Kennel Club lo ha clasificado como un perro hipoalergénico y hay quienes recomiendan esta raza y otras razas, como los caniches, para las personas con asma y las que sufren de alguna alergia respiratoria porque no pelechan como otras razas.

## Colores
El American Kennel Club (AKC), Canadian Kennel Club (CKC), Australian National Kennel Council (ANKC) y The Kennel Club del Reino Unido reconocen los colores: 
- Blanco
- Negro sólido
- Sal y pimienta
- Negro y plata

Mientras que la FCI (Federation Cynologique Internationale), recientemente reconoció también la variedad de color blanco como parte del estándar de la raza. Si bien la FCI permite el cruce entre variedades de color, algunas Federaciones continúan con la restricción por lo que ha reducido las mejoras entre las variedades de color blanca, negra y negra plata, ya que la mayoría de los criadores que siguen el estándar de la raza se concentran en la variedad sal y pimienta.

## Características
En el standard FCI figura claramente el tamaño y peso:
Altura a la cruz
Machos y hembras: desde 30 hasta 35 cm.
Peso: 
Machos y hembras: desde 5 hasta 9 kg.¨
Los criadores éticos planean cuidadosamente las cruzas para eliminar cataratas, defectos de las córneas, piedras en el riñón, enfermedades del hígado, del corazón, diabetes, quistes y recientemente miotonía, entre otras enfermedades genéticas. De ahí una de las razones por las que es recomendable adquirir una mascota de un criador responsable que realice pruebas genéticas a sus ejemplares.

## Temperamento

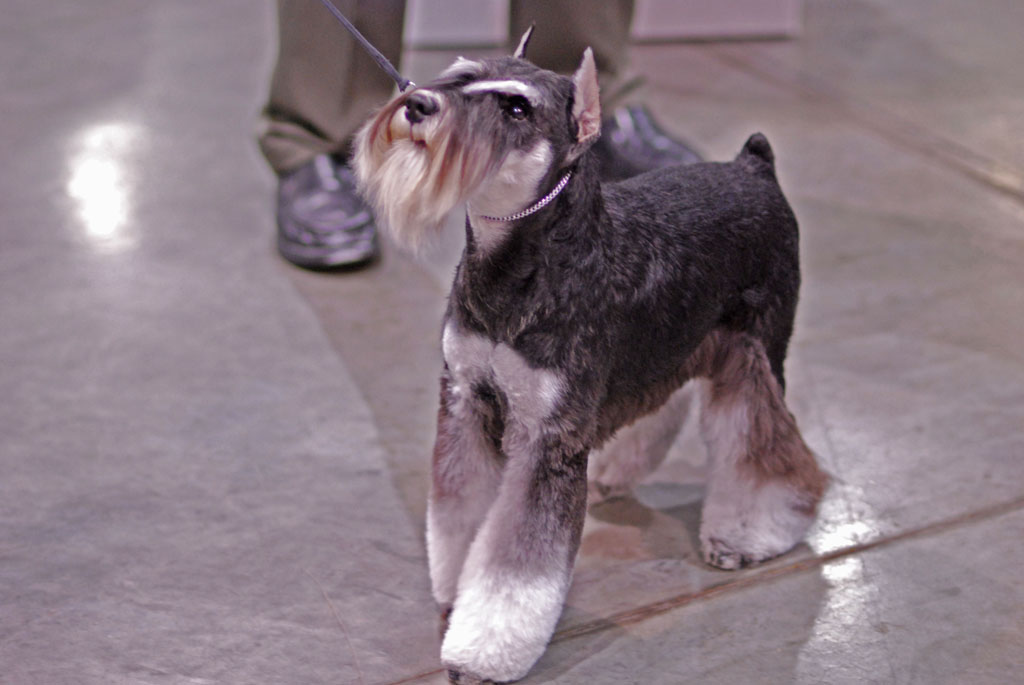
Un Schnauzer miniatura con pelaje negro y gris camina con actitud alerta mientras es guiado con una correa en un entorno interior. Esta imagen ilustra la personalidad del Schnauzer miniatura, reconocido por su inteligencia, lealtad y capacidad de respuesta ante estímulos externos.

Los schnauzer miniatura son conocidos por su personalidad alerta y amistosa. También son inteligentes y leales con sus dueños. Son excelentes como alerta, como protectores del hogar. Tienen un temperamento protector,y deben ser adiestrados y socializados desde cachorros para que acepten a extraños y a otros perros frente a sus dueños. Muchas veces entienden lo que se les pide, pero requieren constancia y consistencia en su entrenamiento.
A nivel de inteligencia, el schnauzer ocupó el duodécimo puesto en la clasificación de Stanley Coren acerca de La fabulosa inteligencia de los perros. Lo que quiere decir que aprenden órdenes de manera rápida y eficaz. Normalmente, según esta clasificación, necesitan entre 5 y 15 repeticiones para entender lo que pretendemos enseñarles.